# Olivier Marleix
Olivier Marleix (Boulogne-Billancourt, 6 de febrero de 1971-Anet, 7 de julio de 2025) fue un político francés que se desempeñó como miembro de la Asamblea Nacional de 2012 a 2025 por la 2.ª circunscripción del departamento de Eure-et-Loir. Miembro de Los Republicanos, presidió dicho grupo en la Asamblea Nacional de 2022 a 2024.

## Carrera política

### Carrera en la política local
Antes de su elección a la Asamblea Nacional en 2012, Marleix fue elegido alcalde de Anet en 2008, cargo que ocupó hasta su renuncia en 2017 para centrarse en su trabajo parlamentario. También ocupó un escaño en el Consejo General de Eure-et-Loir de 2008 a 2014 por el cantón de Anet. De 2008 a 2011 ocupó una de las vicepresidencias del consejo general bajo la presidencia de Albéric de Montgolfier.

### Miembro de la Asamblea Nacional, 2012-2025
En el Parlamento, Marleix es miembro del Comité de Asuntos Jurídicos. Entre 2017 y 2018, presidió una investigación parlamentaria sobre si el gobierno francés debía someter al escrutinio parlamentario las adquisiciones extranjeras de empresas francesas que había autorizado. Además de sus funciones en comisiones, fue miembro del Grupo de Amistad Parlamentaria Franco-Marroquí.
En 2018, Marleix fue nombrado miembro del gabinete en la sombra del líder de los Republicanos , Laurent Wauquiez, y se le asignó la cartera de Industria.
Tras la elección de Christian Jacob como líder del partido, Marleix anunció su candidatura para sucederlo como líder del grupo parlamentario del partido en la Asamblea Nacional en noviembre de 2019; finalmente perdió ante Damien Abad de Ain.

### Presidente del Grupo Parlamentario de los Republicanos, 2022-2025
Tras las elecciones legislativas de 2022, Marleix volvió a presentar su candidatura para líder parlamentario. Se enfrentó a Julien Dive de Aisne, a quien derrotó con 40 votos contra 20. Marleix sustituyó a la líder parlamentaria interina Virginie Duby-Muller el 22 de junio de 2022.

## Posiciones políticas
En las primarias presidenciales republicanas de 2016, Marleix respaldó al expresidente Nicolas Sarkozy como candidato del partido para el cargo de presidente de Francia. En las elecciones de liderazgo del Partido Republicano de 2017, apoyó a Laurent Wauquiez. Antes de las elecciones presidenciales de 2022, declaró públicamente su apoyo a Michel Barnier como candidato de los republicanos. Antes de la convención del partido de 2022, respaldó a Éric Ciotti como presidente.

## Muerte
Marleix se suicidó por ahorcamiento en su casa de Anet el 7 de julio de 2025. Tenía 54 años.